# Тілтон (Іллінойс)
Тілтон (англ. Tilton) — селище (англ. village) в США, в окрузі Вермільйон штату Іллінойс. Населення — 2660 осіб (2020).

## Географія
Тілтон розташований за координатами 40°5′41″ пн. ш. 87°38′21″ зх. д. / 40.09472° пн. ш. 87.63917° зх. д. (40.094736, -87.639042).  За даними Бюро перепису населення США в 2010 році селище мало площу 8,39 км², з яких 8,31 км² — суходіл та 0,08 км² — водойми.

## Демографія
Згідно з переписом 2010 року, у селищі мешкали 2724 особи в 1244 домогосподарствах у складі 734 родин. Густота населення становила 325 осіб/км².  Було 1336 помешкань (159/км²).
Расовий склад населення:
| - 98,0 % — білих - 0,2 % — чорних або афроамериканців - 0,1 % — корінних американців - 0,1 % — азіатів |

До двох чи більше рас належало 1,5 %. Частка іспаномовних становила 2,1 % від усіх жителів.
За віковим діапазоном населення розподілялося таким чином: 20,2 % — особи молодші 18 років, 58,4 % — особи у віці 18—64 років, 21,4 % — особи у віці 65 років та старші. Медіана віку мешканця становила 45,6 року. На 100 осіб жіночої статі у селищі припадало 92,9 чоловіків;  на 100 жінок у віці від 18 років та старших — 87,6 чоловіків також старших 18 років.
Середній дохід на одне домашнє господарство  становив 50 890 доларів США (медіана — 42 361), а середній дохід на одну сім'ю — 55 052 долари (медіана — 52 407). За межею бідності перебувало 23,0 % осіб, у тому числі 43,6 % дітей у віці до 18 років та 15,7 % осіб у віці 65 років та старших.
Цивільне працевлаштоване населення становило 1083 особи. Основні галузі зайнятості: виробництво — 26,4 %, освіта, охорона здоров'я та соціальна допомога — 22,6 %, роздрібна торгівля — 13,6 %, будівництво — 9,1 %.